# أبو الغنائم النرسي
أبو الغنائم محمد بن علي بن ميمون بن محمد النرسي الكوفي  المقرئ مُحدث أهل الكوفة، الملقب بأبي لجودة قراءته.

## اسمه ونشأته
هو الحافظ، محدث الكوفة، أبو الغنائم محمد بن علي بن ميمون بن محمد النرسي، الكوفي، المقرئ.
ونَرْس: نهر بين الحلة والكوفة.

## مولده
ولد سنة 424 هـ في شوال أو شعبان. الموافق 1033.

## لقبه
لقبه: أُبَيٌّ، وسبب ذلك ما قاله عن نفسه: كنت أقرأ على المشايخ وأنا صبي، فقال الناس: أنت أبي، لجودة قراءتي.
أي تشبيهاً لقراءته بقراءة الصحابي أبي بن كعب الذي قال فيه النبي: أقرؤكم أُبَيٌّ.

## شيوخه
سمع من: محمد بن علي بن عبد الرحمن العلوي، وأبا طاهر محمد بن العطار، ومحمد بن إسحاق بن فدويه، ومحمد بن محمد بن خازم بن نفط، وأبا عبد الله بن حبيب القادسي، وأبا إسحاق البرمكي، وأبا بكر بن بشران، وأبا القاسم التنوخي، والقاضي أبا الطيب الطبري، وأبا منصور بن السواق، وكريمة المروزية، وعبد العزيز بن بندار الشيرازي، وأبا الحسن أحمد بن محمد الزعفراني، وأحمد بن محمد بن قفرجل، وأبا الفتح بن شيطا، وخلقا سواهم، وسمع بالشام لما زار بيت المقدس.

## من وظائفه
كان ينوب عن خطيب الكوفة.

## طلابه
سمع منه: الفقيه نصر بن إبراهيم المقدسي، وابن ناصر، والسلفي، ومعالي بن أبي بكر الكيال، ومسلم بن ثابت، ومحمد بن حيدرة الحسيني، وعدة.
وسمع منه أيضاً: الحميدي، وجعفر الحكاك، وابن الخاضبة، وأبو مسلم عمر بن علي الليثي، وعبد المحسن الشيحي.

## قراءته
تلا عليه قراءة عاصم: أبو الكرم الشهرزوري بحق قراءته على العلوي عن أبي عبد الله الجعفي.

## مكانته
أخرج أُبَيٌّ لنفسه معجمًا، ونسخ الكثير، وكان يقول: كنت أقرأ على المشايخ وأنا صبي، فقال الناس، أنت أبي، لجودة قراءتي، وأول سماعي في سنة اثنتين وأربعين، ولحقت البرمكي، فسمعت منه ثلاثة أجزاء ومات.
وقال عبد الوهاب الأنماطي: «كانت له معرفة ثاقبة، ووصفه بالحفظ والإتقان».
وقال ابن ناصر: « كان ثقة حافظا، متقنا، ما رأينا مثله كان يتهجد، ويقوم الليل، قرأ عليه أبو طاهر بن سلفة حديثا فأنكره، وقال ليس هذا من حديثي، فسأله عن ذلك، فقال أعرف حديثي كله، لأني نظرت فيه مرارا، فما يخفى علي منه شيء».

## أقواله في بعض شيوخه
قال عن شيخه الخطيب البغدادي: جبل لا يسأل عن مثله، ما رأينا مثله، وما سألته عن شيء فأجاب في الحال، إلا يرجع إلى كتابه.
وقال عن شيخه محمد بن علي بن الحسن العلوي: ما رأيت من كان يفهم فقه الحديث مثله. وكان حافظاً، خرج عنه الحافظ الصوري، وأفاد عنه، وكان يفتخر به.

## وفاته
مرض أبي ببغداد، وحمل فأدركه الأجل بالحلة، وحمل إلى الكوفة ميتًا فدفن بها، مات يوم سادس عشر من شهر شعبان سنة 510 هـ الموافق 23/ 12/ 1116.